# Махамритьюмджая-мантра
Махамритьюнджая-мантра (санскр.: महामृत्युंजय मंत्र, mahāmṛtyuṃjaya mantra — «мантра великого победителя смерти»), также называемая Трьямбакам-мантра (по первому слову мантры Tryambakam — «Трёхокий», «Имеющий третий глаз», санскр.). Впервые встречается в Ригведе (7.59.12) и повторяется в Тайттирия-самхите Кришна Яджур-веды (1.8.6) в Рудра-сукте.
Мантра обращается к Трьямбаке (Трёхглазый) — одной из форм Рудры, позднее отождествлённого с Шивой.
Древнейшая, наряду с Гаятри-мантрой, мантра индуизма. Вторая из ведийских шиваитских мантр (первая — Панчакшара-мантра, букв. санскр. — «Пятислоговая мантра») для чтения которых не требуется специального разрешения Гуру — их может читать любой человек с соблюдением некоторых пуранических и агамических предписаний.
Используется в индивидуальной религиозной и медитативной практиках; как часть храмовой или домашней пуджи и абхишеки — в некоторых случаях разрешается вместо обычной пуджи выполнить минимальный ритуал с чтением Махамритьюмджая-мантры.
Некоторые гуру индуизма утверждают, что эту мантру могут читать и неиндуисты.

## Текст и перевод
| Оригинальный текст на Деванагари: |
| ॐ त्र्यम्बकं यजामहे सुगन्धिं पुष्टिवर्धनम् |
| उर्वारुकमिव बन्धनान्मृत्योर्मुक्षीय माऽमृतात् |
| Транслитерация IAST: |
| oṃ tryambakaṃ yajāmahe sugandhiṃ puṣṭivardhanam |
| urvārukamiva bandhanān mṛtyormukṣīya mā'mṛtāt |
| Русская транслитерация: |
| ом трьямбакам яджамахе |
| сугандхим пуштивардханам |
| урварукамива бандханан |
| мритьормукшия ма’мритат |
| Перевод: |
| Мы приносим жертву Триямбаке Благоухающему, усиливающему процветание. Как тыква от (своей) ножки, Я хотел бы избавиться от смерти — не от бессмертия!(Пер. Т. Я. Елизаренковой) |

## Правила чтения
- Риши — риши Васиштха, один из Сапта-риши.
- Чандас — ануштубх (размер, имеющий четыре пады по 8 фонем каждая).
- Девата — Шива как «Шри Мритьюмджая Трьямбакешвара девата».
- Биджа — vaṃ.
- Шакти — Шри Амритешвари-деви.

Перед джапой Махамритьюмджая-мантры читается обращение к Ганеше и к риши Васиштхе:
- oṃ gaṇeśāya namaḥ .. — Ом! Поклонение Ганеше.
- vaṃ vasiṣṭhāya namaḥ .. — Вам. Васиштхе поклонение.

### Дхьяна
Затем читается дхьяна-шлока (разные Пураны приводят различные дхьяна-шлоки).
Шукра-дхьяна шлока (из Шива-пураны):
(Поклонение) восьмирукому и трёхглазому Победителю Смерти, сидящему в падмасане. (Поклонение) держащему (в двух нижних) руках Кумбху (сосуд для воды) и (двумя верхними) окропляющего свою голову. (Поклонение) держащему (двумя другими нижними) руками Калашу (сосуд с водами пяти рек) на своих ногах. (Поклонение) Держателю Рудракши и обладателю Мрига-мудры. (Поклонение) Тому, у кого с полумесяца на голове капает амрита и делает влажным всё Его тело. (Поклонение) сидящей рядом с Ним Дочери Химавата.
Оригинальный текст (санскрит)
hastāmbhojayugasthakumbhayugalādudghrtya toyaṃ śraḥ siñcantaṃ karayoryugena dadhataṃ svanke sakumbhau karau .
akśastranmrgahastamambujagatam myordasthacandrastravat pIyūśardratanum bhaje sagirijaṃ tryakśaṃ mṛtyunjayaṃ ..

### Джапа и Рудра-абхишека
Пураны рекомендуют читать Махамритьюмджая-мантру 8000 раз в течение сорока дней на чётках — рудракша-мале — один раз утром и один раз вечером. По окончании джапы выполняется Рудра-абхишека Панчамритой или Панчагавьей Шива-лингама.
В завершении снова читается дхьяна-шлока и мантры к Ганеше и к Васиштхе.

## Легенды

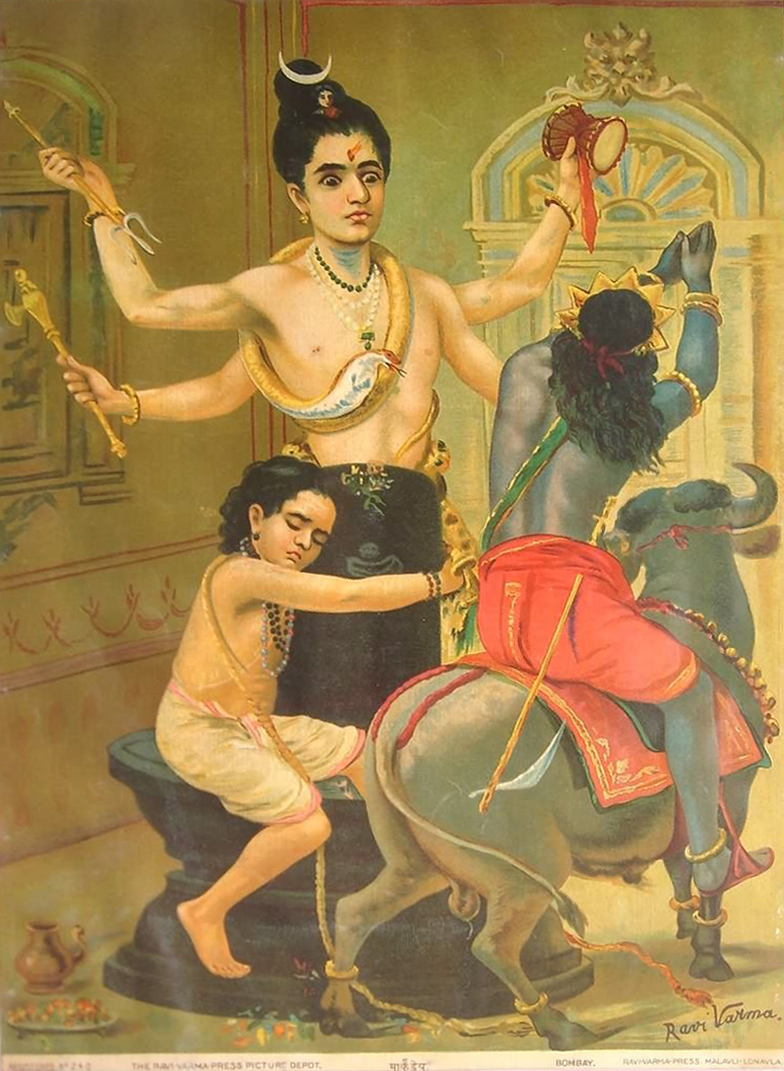
Шива, защищающий Маркандею от Ямы.

В пуранических легендах Мритьюнджая связан с Маркандеей — его учение находится в «Маркандея-пуране». Легенда, изложенная в данной пуране, гласит, что Маркандее было предначертано умереть, когда он достигнет шестнадцати лет, но своим искренним обращением к Шиве, при помощи этой мантры, он одержал победу над Мритью-Ямой — Богом смерти. Однако история эта началась ещё до его рождения.
Живущие в лесу риши Мриканда и его жена Марудвати не имели детей. Они совершали аскезу в надежде обрести добродетель и родить ребёнка и были вознаграждены Шивой — он выслушал их просьбу и предложил им выбор: стать родителями ребёнка, который станет выдающимся мудрецом, но его жизнь закончится в 16 лет, или ребёнка с долгой жизнью, но глупого и эгоистичного. Они выбрали ребёнка с духовными достоинствами, и со временем Марудвати родила мальчика, которого назвали Маркандея. Родители решили не говорить ему о сроке его жизни, но, по мере приближения шестнадцатилетия Маркандеи, родительская печаль всё больше росла. Когда мальчик попросил объяснить причину печали, они не выдержали и рассказали ему всё, что сказал им Шива.
Маркандея, достигший к этому моменту совершенства в йоге, решил посвятить себя йогической практике и в день шестнадцатилетия ушёл в храм Шивы для поклонения лингаму. Когда посланцы Ямы пришли забрать его, они обнаружили в глубокой медитации и не посмели его потревожить. Вернувшись к Яме, они рассказали о своей дилемме, и тогда Яма сам отправился в храм за Маркандеей — он убеждал Маркандею последовать естественному закону жизни и смерти и идти с охотой, но Маркандея, ища защиту, обхватил руками Шива-лингам и начал повторять Махамритьюмджая-мантру. Тогда Яма кинул на него свою петлю, чтобы поймать, но петля обвила лингам, и Шива, всегда присутствующий во всех лингамах, расколол лингам надвое и предстал перед ними в одной из своих яростных ипостасей (Бхайрава) и одним ударом убил Яму.
Опасаясь, что смерть Ямы нарушит порядок во Вселенной, боги умолили Шиву вернуть Яму к жизни. Но Шива при этом сказал, что преданность Маркандеи стала его защитой, и поэтому он благословляет его на вечную молодость и Маркандея навсегда останется шестнадцатилетним.